# 江苏省淮州中学
江苏省淮州中学是位于江苏省淮安市的一所国家级示范性高中。

## 历史
1943年（民国三十二年）冬，创办学校，淮阴县文教科特派督学徐季刚筹建淮阴县第一所中学—淮阴县立中学。校址选在远离县城、淮涟交界处张集区北大雄庵，负责人是学校创始人徐季刚。设一个师范班，有学生53人。1945年（民国三十四年）春，学校规模扩大，有师范科、行政科、小教轮训班各一个班；普通科有一、二年级各3个班，共9个班，学生400余人。根据时任淮海行署主任李一氓的指示，学校更名为“淮海区第二中学”，简称“淮海二中”。李一氓为学校题写校歌歌词—《我们是新青年的榜样》。同年9月，日寇投降，淮海二中在渔沟成立分校，设初一、初二年级4个班，学生200余人。
1946年（民国三十五年）9月以后，内战开始，渔沟分校撤并到大雄庵本部。不久，战争形势恶化，学校师生北撤山东。1947年（民国三十六年）春夏之际，恢复淮海二中。
1949年，淮海二中迁往渔沟，更名为“渔沟中学”。1953年春，渔沟中学在王营镇建立分校，张亚民担任校长。1954年春，易名为“王营中学”。1958年，学校由初级中学发展为完中，进入了稳步发展，全面提高教学质量的新时期。教学条件逐步好转，教室、实验室、厨房、宿舍、礼堂、操场均已初具规模，学生也增至高中两轨、初中三轨，计有学生1600余人。1959年，由于市县合并，学校改名为“淮阴市王营中学”，1964年再易名为“清江市王营中学”。1966年春“文革”时期，学校又改名为“清江市淮海中学”，1968年恢复“王营中学”，1972年，县政府迁至王营镇后，恢复“淮阴县中学”校名。
1978年8月恢复校长负责制，由张真凡担任淮阴县中学校长。短短几年内，学校在教学管理、教学质量方面成绩良好；1980年高考，学校文理科总成绩在全市十几所重点中学中排名第二（校庆）。1980年被省政府确立为省重点中学，1983年被市政府批准为市重点中学。1984年，徐随保任淮阴县中校长。1987年，学校已具有一定的规模，有实验室一幢，物理实验室、生化实验室各40组，可供两个班同时实验；电教馆一座，电教器材配套成龙；图书楼一座，藏书31000册；此外，还建有教学楼一座，学生宿舍楼一座、教师宿舍楼两座。
1989年，由陈正担任校长。根据学校“软件”基础较好，“硬件”差的实际，提出“以软促硬”的办学方法，强化教育教学常规管理，重视校风建设，持之以恒地贯彻两个《规范》，狠抓教学“六认真”，形成了“守纪、文明、好学、上进”的校风；“务实、尽职、严谨、创新”的教风；“勤奋、求实、多思、开拓”的学风。学校在班子建设、师资队伍、教学管理、教学质量、教研成果、常规管理、办学特色、校际关系等方面成绩显著。1993年经几年大力加强校园建设，办学条件有了很大改善。拥有两幢教学楼，一幢实验楼，一幢学生宿舍楼和两幢教职工宿舍楼，一幢图书楼以及学生食堂。校园总面积达71480m2,，建筑面积12000m2，教学用房5188m2，人均3.9m2；南北院操场共计40640m2，绿化面积4416m2，人均3m2，教师宿舍用房4215m2，学生宿舍1136m2，行政用房600m2，生产用房126m2；还添置了一定数量的教学设备、教学器材和图书资料，建起了电教室、音乐室、书画室、资料室、学生阅览室、医务室等，图书馆藏书40000余册，报刊杂志200多种。同年10月，学校通过省教委检查验收，被认定为合格省重点中学。
1996年，左长旭任淮阴县中学校长。为适应全国教育形势的快速发展，1999年学校启动“国家级示范高中”的创建工作，聘请东南大学建筑设计院对校园发展进行整体规划，学校改扩建工程全面启动。1998年，根据省教育厅关于普通高中不再设初中部的要求，初中部从淮阴县中学分离出去，成立“淮阴县开明中学”，后于2005年实行股份制改革，成为有法人资质的“淮阴区开明中学”。至此，淮阴县中学成为一所独立设置的普通高级中学。2001年，淮阴市更名为淮安市，淮阴县撤县建区，同年9月，淮阴县中学更名为“淮州中学”。　　
2002年始，王维银任淮州中学校长。学校把发展定位在“崛起于苏北大地，扎根在江淮沃土”，为实现“打造苏北一流名校”的办学目标，制定了“三个并举”的教育教学管理模式，确立了改革求活力、发展求强校、质量求优秀，同类争先进的办学思路，明确了以校园文化建设为突破口的特色办学思想。学校进入快速发展时期。2003年底，经江苏省教育厅验收评估，淮州中学转评为江苏省三星级普通高中。2005年1月，经江苏省教育厅批准，淮州中学通过四星级普通高中评估，晋升为江苏省四星级普通高中。
在创建国家示范高中以及“转星”和“晋星”过程中，学校累计投资6000多万元，先后征地38.5亩。学校占地140余亩，建筑面积3万m2。新建学校大门，校园广场雕塑喷泉，2#、3#、4#、5#教学楼，1#、2#宿舍楼，图书馆，人造草地运动场，综合服务楼；改扩建1#教学楼、办公室、实验室、艺术楼，扩大校园绿化面积；配置了天文包、电子网络教室、多媒体教室、多功能语音室、电子阅览室、多媒体课件制作中心等相关设备，建成了校园网、双向闭路电视监控系统、校园电视台等。学校主要设施的容量为：教学楼4000人，图书楼400人，实验楼800人，网络教室360人，餐厅楼2500人，学生宿舍楼3000人。学校按照“布局整体化，改造一体化，设备现代化、环境园林化”标准进行建设，所有硬件设施达到四星级普通高中的标准和要求。
2005年5月，经江苏省教育厅批准，淮州中学更名为“江苏省淮州中学”。

## 历任校长
| 姓 名  | 职 务  | 校 名              | 到任时间  |
| ------ | ------ | ------------------ | --------- |
| 徐季刚 | 督 学  | 淮阴县立中学       | 1943年    |
| 吴佑明 | 副校长 | 淮海区第二中学     | 1945年    |
| 金子进 | 校 长  | 淮海二中           | 1947年    |
| 金子进 | 校 长  | 渔沟中学           | 1949年    |
| 张亚民 | 校 长  | 渔沟中学在王营分校 | 1953年春  |
| 张亚民 | 校 长  | 王营中学           | 1954年春  |
| 张亚民 | 校 长  | 淮阴市王营中学     | 1959年    |
| 张亚民 | 校 长  | 清江市王营中学     | 1964年春  |
| ——     | ——     | 清江市淮海中学     | 1966年    |
| ——     | ——     | 王营中学           | 1968年    |
| ——     | ——     | 淮阴县中学         | 1972年    |
| 张真凡 | 校 长  | 淮阴县中学         | 1978年8月 |
| 徐随保 | 校 长  | 淮阴县中学         | 1984年    |
| 陈 正  | 校 长  | 淮阴县中学         | 1989年    |
| 左长旭 | 校 长  | 淮阴县中学         | 1996年    |
| 左长旭 | 校 长  | 淮州中学           | 2001年9月 |
| 王维银 | 校 长  | 淮州中学           | 2002年    |
| 王维银 | 校 长  | 江苏省淮州中学     | 2005年1月 |
| 齐国敬 | 代校长 | 江苏省淮州中学     | 2010年5月 |
| 齐国敬 | 校 长  | 江苏省淮州中学     | 2010年9月 |
| 朱世东 | 校 长  | 江苏省淮州中学     | 2012年9月 |

## 校训三风
- 办学理念：一切为了学生的发展。
- 校训：明德笃行。
- 校风：宏志、敏学、卓越。
- 教风：敬业、博学、创新。
- 学风：学知、学做、共进。